# Pauzew
Pauzew [pronunciación en polaco: /ˈpau̯zɛf/] es un pueblo ubicado en el distrito administrativo de Gmina Wartkowice, dentro del Distrito de Poddębice, Voivodato de Łódź, en Polonia central. Se encuentra aproximadamente a 4 kilómetros al norte de Wartkowice, a 14 kilómetros al norte de Poddębice, y a 41 kilómetros al noroeste de la capital regional Łódź.